# Ole Dorph-Jensen
 For alternative betydninger, se Ole Jensen. (Se også artikler, som begynder med Ole Jensen)
Ole Erik Dorph-Jensen (24. oktober 1918 i Göteborg, Sverige – 13. januar 2011 i Aarhus, Danmark) var en dansk atlet og lærer, uddannet på Danmarks Højskole for Legemsøvelser.
Dorph-Jensen flyttede med familien til Danmark som 11-årig i 1929 og startede med atletik som 14-årig i Københavns IF. Efter realeksamen kom han som 15-årig i tømrerlære, men måtte afbryde læretiden som følge af iskiasproblem. Det afholdt ham ikke fra at blive en atlet i den absolutte verdenselite. Han blev senere idrætslærer efter uddannelse på Danmarks Højskole for Legemsøvelser.
Dorph-Jensen var indehaver af den danske rekord på 400 meter hæk i 22 år fra 1943 til 1965 med 52,9. Rekorden blev sat i en landskamp mod Sverige på Stockholms Stadion, hvor han gav den svenske favorit og senere EM-sølvvinder i 1946 Sixten Larsson (1918-1995) kamp til stregen. 
Tiden var midt under anden verdenskrig verdens næstbedste og 1945 var han med 53,6 nummer fire i verden. Rekorden blev først slået i 1965, hvor Jens Erik Nielsen fra Ben Hur forbedrede den. Tiden er stadig klubrekord i KIF, 70 år efter den blev sat.
Han vandt syv danske mesterskaber på 400 meter hæk, to på 100 meter og et på 200 meter og var ni gange på det danske landshold. 1946 deltog han i EM i Oslo, men faldt på næstsidste hæk i det inledende heat på 400 meter og nåede ikke til finalen.  Han afslutede karrieren i 1948, da han løb 110 meter hæk i en landskamp mod Norge.
Da verdenskrigen stoppede gennemførelsen af De olympiske Lege i 1944, da Dorph-Jensen var på toppen af sin karriere og tilhørte den absolutte verdenselite, nåede han ikke at deltage ved OL, men som det store talent han var, deltog han som 17-årig i ungdomslejren, som fandt sted i forbindelse med legene i Berlin 1936. Bl.a for deltagelsen i denne lejr blev han tillagt nazistiske sympatier i professor Hans Bondes bog "Fodbold med fjenden" (2006), som omhandler dansk idræt under besættelsen. At han skulle have haft sådanne sympatier havde han og andre ikke problemer med at tilbagevise; Hans Bondes bog byggede på fejlagtige informationer. 
Dorph-Jensen afsluttede karrieren med at starte for Helsingør IF i slutningen af 1940'erne. Han var i mange år idrætskribent og atletikinstruktør i Københavns IF og flyttede i 1950'erne til Aarhus, hvor han blev lærer på den katolske privatskole Sankt Knuds Skole. og senere på Elise Schmidts Skole. I en femårs periode i 1970'erne var Dorph-Jensen og hans svenskfødte hustru Kerstin Elisabet Gruvstad (1919-2011) udsendt i Peru af Danida, hvor han underviste den indianske urbefolkning i sløjd. Han boede  til sin død i Aarhus-forstaden Risskov. 
Broderen Lars Dorph-Jensen (1920-1997) nåede tiderne 16,4 på 110 meter hæk (1944) og 58,3 på 400 meter hæk (1945).
Dorph-Jensen har sammen med Aksel Bjerregaard skrevet bogen Atletik. Den frie idræt (1945).
Dorph-Jensen døde 2011 i Aarhus og ligger begravet i fællesgraven på Nordre Kirkegård i Aarhus.

## Danske mesterskaber
- Guld 1946 400 meter hæk 55,4
- Guld 1945 400 meter hæk 56,4
- Guld 1944 100 meter 11,3
- Guld 1943 100 meter 11,0
- Guld 1943 200 meter 22,4
- Guld 1943 400 meter hæk 54,8
- Sølv 1943 Femkamp 2637p
- Guld 1942 400 meter hæk 55,3
- Guld 1941 400 meter hæk 56,4
- Bronze 1941 200 meter 23,2
- Bronze 1941 Femkamp 2637p
- Guld 1940 400 meter hæk 56,6
- Guld 1938 400 meter hæk 56,7

## Danske rekorder
- 400 meter hæk: 55,1 1938
- 400 meter hæk: 54,5 1939
- 400 meter hæk: 53,3 1943
- 400 meter hæk: 52,9 1943
- 1000 meter stafet: 1,59,0 1942

## Bedste resultat
- 100 meter: 10,9 Østerbro Stadion 18. juni 1943
- 200 meter: 22,4 Østerbro Stadion 16. august 1943
- 400 meter: 49,9 1939
- 110 meter hæk: 15,1 1943
- 200 meter hæk: 25,7 1942
- 400 meter hæk: 52,9 Stockholm Stadion 28. august 1943
- Femkamp: 3172 point (6,60-41,59-22,9-32,60-4,37,0) 1941
- Tikamp: 5587 point (11,4-6,61,9,67-1,65-52,4-16,0-33,48-3,00-38,72-5,20,0) 1945